# دنت د جامان
دنت د جامان (به لاتین: Dent de Jaman) یک کوه در سوئیس است که در کانتون وو واقع شده‌است. دنت د جامان ۱٬۸۷۵ متر بالاتر از سطح دریا واقع شده‌است.